# Deric McCabe
Deric Payton McCabe (* 28. August 2008 in Whitefish, Montana) ist ein US-amerikanischer Schauspieler, der seit 2016 als Kinderdarsteller in Erscheinung tritt.

## Leben und Karriere
Deric Payton McCabe wurde am 28. August 2008 als zweites Kind eines US-amerikanischen Vaters (Eric) und einer Filipina (Judith) in der Stadt Whitefish im US-Bundesstaat Montana geboren. Als er etwas über ein Jahr alt war, zog die Familie nach Los Angeles. Seinen ersten nennenswerten Auftritt in Film- und Fernsehen hatte er im Jahre 2016 in der Rolle des Lucca im preisgekrönten Kurzfilm XXIII Boss von Filmemacher Philip Marlatt. Ein Jahr später wirkte er in seinem ersten größeren Spielfilm mit, als er im Fantasy-Horrorfilm Stephanie – Das Böse in ihr einen kleinen Jungen spielte. Weitaus bedeutender war hingegen seine Rolle in JP Mandarinos The KAOS Brief, in dem er im selben Jahr zu sehen war und in dem eine jüngere Version des von Drew Lipson dargestellten Charakters Skylar mimte. Den Durchbruch feierte er daraufhin im Jahre 2018, als er nach fünf aufeinanderfolgenden Auditions im Sommer 2016 die Rolle des Charles Wallace in der Disney-Produktion Das Zeiträtsel erhielt. Der ebenfalls durch die verschiedensten Produktionen bekannte Oz Kalvan war bei den Dreharbeiten McCabes (Stunt-)Double. Als sein Synchronsprecher in der deutschsprachigen Fassung des Films trat Ferenc Gellner in Erscheinung. Nach den Erfolgen mit Das Zeiträtsel sah man McCabe im darauffolgenden Jahr als Paul Duran im Drama Hold On des Filmschaffenden Tarek Tohme. Weiter zu seiner internationalen Bekanntheit trug auch sein Engagement in der seit April 2020 auf Apple TV+ ausgestrahlten Fernsehserie Home Before Dark bei, in der er bis dato (10. April 2020) in allen zehn Episoden der ersten Staffel als Wesley „Spoon“ Witherspoon zu sehen war.

## Filmografie (Auswahl)
Filmauftritte (auch Kurzauftritte)
- 2016: XXIII Boss (Kurzfilm)
- 2017: Stephanie – Das Böse in ihr (Stephanie)
- 2017: The KAOS Brief
- 2018: Das Zeiträtsel (A Wrinkle in Time)
- 2019: Hold On
- 2023: Andy’s 8 – Der Weihnachtsraub (The Naughty Nine)

Serienauftritte (auch Gast- und Kurzauftritte)
- 2020–2021: Home Before Dark (20 Episoden)